# Tworogi
Tworogi lub Twarogi – szczyt w Gorcach, znajdujący się w długim, wschodnim grzbiecie Gorca, który poprzez Lelonka, przełęcz Wierchmłynne, Zdzar, Bystrą, Goły Wierch, Tworogi, Tylmanowską Górę i Wietrznice ciągnie się aż do Dunajca. Mapa Compass podaje wysokość 845 m, mapa Geoportalu 839 m. Wierzchołek Tworogów i wschodnie stoki są bezleśne, zajęte przez pola i zabudowania należącego do miejscowości Ochotnica Dolna osiedla Twarogi, pozostałe stoki porasta las. Od południowej strony wcina się w nie dolina potoku Pitkowskiego uchodzącego do rzeki Ochotnica, a w dolinie tego potoku znajduje się należące do Ochotnicy Dolnej kilkudomowe osiedle Pitki. W kierunku północno-wschodnim Tworogi tworzą grzbiet po bokach ograniczony dolinkami dwóch potoków będących dopływami Potoku Górkowego.
Dawniej na szczycie Tworogów stała drewniana wieża obserwacyjna. Wieża już zbutwiała, ale pola osiedla Twarogi są dobrym punktem widokowym na dolinę Dunajca, Pasmo Lubania, Pasmo Radziejowej i Beskid Wyspowy. Opadające do Ochotnicy stoki południowe są bardzo strome. W porastającym je mieszanym lesie niektóre gatunki drzew, jak np. jawor, lipa, grab i dąb osiągają górną granicę swojego zasięgu, a na nasłonecznionych stokach znajdują się stanowiska roślin ciepłolubnych.
Przez Tworogi nie prowadził dawniej żaden znakowany szlak turystyczny. Można tutaj jednak dojść drogą do osiedla Twarogi, a dalej przez las prowadzi droga leśna. Jolanta Wyznakiewicz w swoim przewodniku tak pisze o Twarogach: „...osamotnienie tego zakątka, malownicze widoki i uroda zagubionych w górach przysiółków powinny przypaść do serca amatorom górskich wędrówek z dala od turystycznego zgiełku popularnych szlaków”.
Na szczycie Tworogów graniczą z sobą dwie miejscowości: Ochotnica Dolna w powiecie nowotarskim i Kamienica w powiecie limanowskim.

## Szlaki turystyczne
W 2015 r. gmina Ochotnica Dolna w ramach szerszego programy budowy wież widokowych i tras rowerowych wykonała i oznakowała nowe szlaki turystyki rowerowej i narciarskiej.
 Tylmanowa (Rzeka) – Buciory – Tworogi – Goły Wierch – Koń – Bystra – Zdzar – przełęcz Wierchmłynne – Lelonek – Tokarka – Bystrzaniec – Gorc Młynieński – Gorc.
 Ochotnica Dolna (Brysiówki) – Buciory.

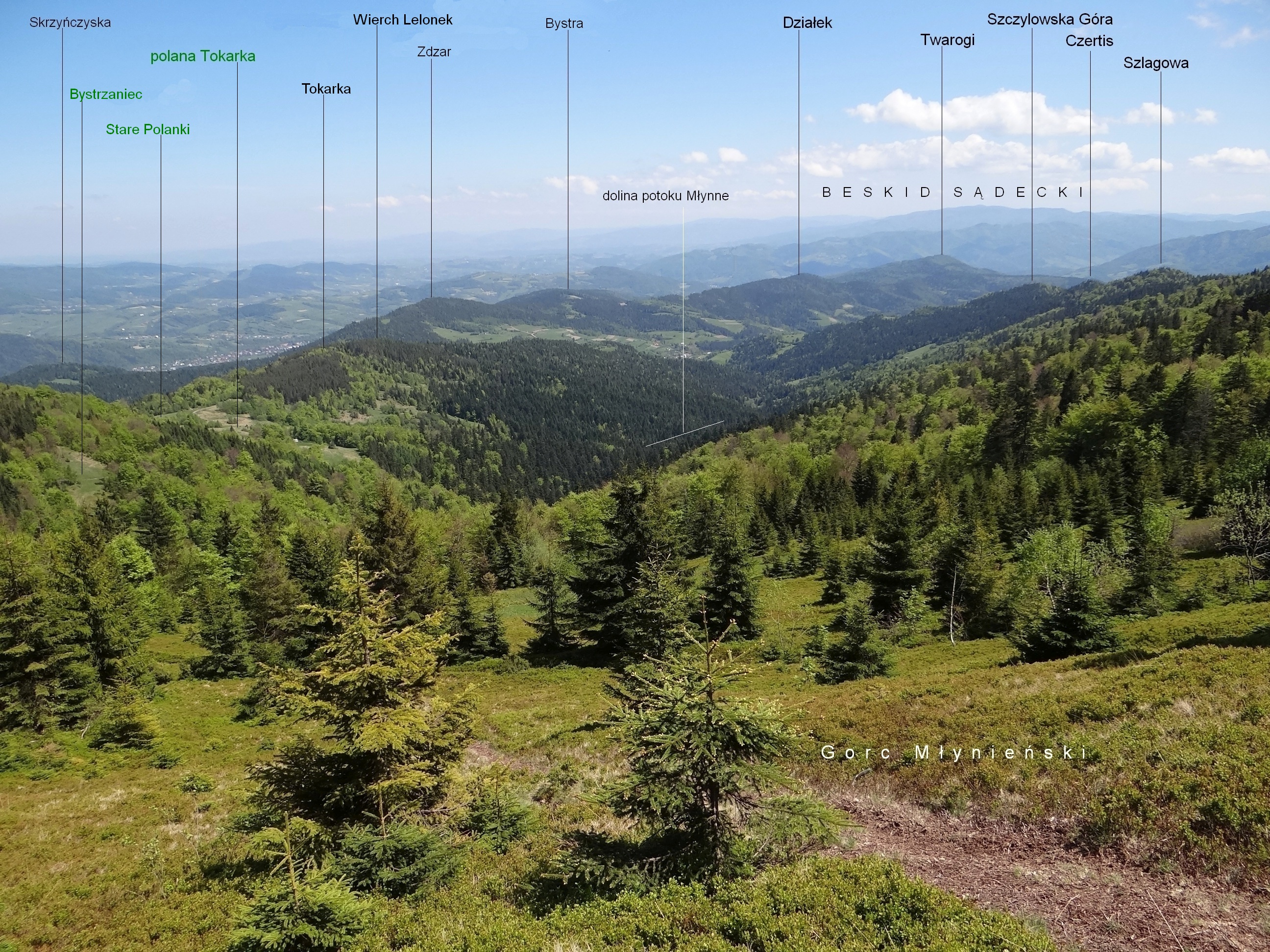
Widok z Gorca Młynieńskiego